# کارینگبا
کارینگبا (به انگلیسی: Caringbah) یک حومه شهر در استرالیا است که در نیو ساوت ولز واقع شده است.